# 布濟諾韋
46°58′27″N 30°29′13″E / 46.97417°N 30.48694°E
布濟諾韋（烏克蘭語：Бузинове）是位於烏克蘭西南部的村莊，由敖德萨州贝雷济夫卡区的伊萬尼夫卡市鎮負責管轄。該村始建於1924年，面積10.12平方公里，海拔高度18米，2001年人口1,077，人口密度每平方公里106.44人。